# Alneo
alneo（アルネオ）は、日本ビクター株式会社（現・株式会社JVCケンウッド）が2010年3月まで製造、2010年夏まで発売を行っていたデジタルオーディオプレーヤーの商品名。
A&Vフェスタ2006のビクターブースでの表記によればalneoとは、「いつでも新しい」を意味する「always neo」を由来とする造語である。2005年6月の発売当時は、まだこのブランド名が決定しておらず、2005年9月発表の第2弾であるXA-HD500からalneoと呼ばれるようになった。
型番のXAは、日本ビクターが2001年に発売していたSDオーディオプレーヤーXA-SD1から引き継がれたものである。alneoは同社のデジタルオーディオプレーヤー業界への4年振りの再参入だった。

## 特徴
WMAやMP3などのフォーマットは圧縮された音楽データのため、CDに比べて音質が悪化する。alneoはこれに対して日本ビクターがオーディオ分野で培った技術を導入し、高音質化を図った製品である。具体的には、上級機種ではK2テクノロジー、入門機種では18bit Σ⊿ D/Aコンバーターを搭載する。
また、メジャーなMP3プレーヤーでは著作権保護のために専用ソフトを使用してファイルを転送する。それらと比較してalneoは、国内メーカー製であるのにもかかわらずWindowsエクスプローラ上でドラッグ&ドロップで転送やフォルダ管理を行えるため、専用ソフトを好まないユーザーに支持されていた。
さらに、上級機種ではWMA10に対応しており、NapsterによるNapster To Go サービスを利用できる。

## 事実上の撤退
初期～中期のモデルは「パソコンがなくても（ミニコンポやラジカセで）CDやMDなどから簡単にダイレクト録音が可能」ということを売りにしていた。しかし、他社製品に比べて知名度、人気が低く不振が続いた。最終シリーズであるVシリーズ、Mシリーズでは、ダイレクト録音機能を廃止し、同社製Memory COMPOシリーズ（UX-GM77、UX-GM55）天面にダイレクトドッキング可能な「アルネオドック」を搭載し、テコ入れを行ったが状況は変化しなかった。
これによって2009年4月に最上位機種だったXA-V80の生産を終了。他のモデルも相次いで生産が終了し、現在、alneoシリーズは全機種生産終了となっている。公式サイト上では2010年5月までXA-V80を除くVシリーズ及びMシリーズが現行機種扱いとして掲載されていたが、現在は全ての機種が「生産完了」と記載され、「生産完了品」のページに移動されている。製品カタログ上でも2010年夏号以降ラインナップから削除された。
特設サイト「alneo style!」も、2009年夏頃に閉鎖となった。
また、ビクターならではの高音質で支持を得ていたXA-V80・V40・V20も生産終了から相当の年月が経過しており、店頭での購入や取り寄せはほぼ不可能となっている。メーカー対応は現在、公式サイト上のファームウェアアップデートのみとなっている。
以上から、正式な撤退発表は行われていないものの、事実上撤退状態である。ビクターはこれについて「他社との競争に対抗出来ず、現在開発を中断している」としている。
2009年10月にalneoの後継機種ではないものの、型番にXAが付いたポータブルデジタルレコーダー「レッスンマスター XA-LM1」を発売した。

## ラインナップ
現在は全機種生産終了。

### K2テクノロジー搭載モデル
K2テクノロジーを搭載する上位モデル(Mシリーズ除く)
XA-HD500
2005年11月発売。6GBの1インチHDDを搭載したスタジオチューニングモデル。MP3およびWMAの再生に対応している。CCコンバーターを用い、圧縮音源の音質を原音に近づけることを狙ったモデルである。また、同社カーオーディオとの連携機能も搭載している。ちなみに、このモデルからブランド名が「alneo」に決定した。
Cシリーズ（XA-C109/XA-C59）
2006年9月発売。内蔵メモリ容量はXA-C109が1GB、XA-C59が512MB。CCコンバーター、カラー有機ELディスプレイを搭載した。2007年2月、ファームウェアアップデートにより、USBデジタルメディアストリーミング機能が追加された。
Cシリーズ（XA-C210/XA-C110/XA-C51）
2007年2月発売。内蔵メモリ容量はXA-C210が2GB、XA-C110が1GB、XA-C51が512MB。MP3およびWMA、AAC、WAVの再生に加え、FMチューナーやステレオマイクを搭載し、録音機能も重視させたモデルである。なお、従来のCシリーズ (XA-C109/XA-C59) の機能・デザインを受け継ぎ、内蔵マイクのリニアPCM録音対応、スピードコントロール再生、ギャップレス再生、K2テクノロジーの機能アップが図られている。しかし、売れ行き不振のために当時予定していた価格より大幅に低下していた。
Vシリーズ（XA-V20/XA-V40/XA-V80）
2008年7月1日発売。内蔵メモリ容量はXA-V20が2GB、XA-V40が4GB、XA-V80がalneoシリーズ全てを通して最大容量である8GB。K2テクノロジー採用による高音質、動画再生対応モデル。前述のMシリーズの上位機種。カラーバリエーションはブルー、ブラック、レッド、ホワイト。MP3、WMA、WAVの再生に加え、動画再生 (WMV) に対応したモデルである。ディスプレイには全モデルで唯一TFT液晶を採用している。サウンド調整機能が充実しており、「スタジオセッティング」、「K2テクノロジー」、「サウンド工房」、重低音再生機能「D-AHB1/D-AHB2」、「マニュアルイコライザー」などを搭載。また、Memory COMPO（UX-GM77、UX-GM55）の専用ドックエリア「アルネオドック」に接続することで、再生、メモリーコンポ内蔵2GBメモリーへのデータ転送、CDやMD（UX-GM77のみ）、USB機器などからの録音、楽曲移動等を容易に行うことが可能である。なお、メモリーコンポの内蔵メモリー、USB機器からのコピーは著作権保護のため不可。2010年1月9日、AAC機能追加サービス期間終了に伴い、AACファイル対応のファームウェアの公開を終了した。前述のように多くの顧客から支持されていたモデルでもあった。そのため一部からは「alneoシリーズ最後の名機種」とも言われる。またalneoシリーズでは一番の人気機種でもあった。時々文字化けが起こるバグが存在する。生産終了時期はXA-V20が2009年9月、XA-V40が2009年8月、XA-V80が2009年4月。
Mシリーズ（XA-M10/XA-M20/XA-M40）
2008年9月上旬（XA-M40は2008年10月上旬）発売。搭載メモリ容量はXA-M10が1GB、XA-M20が2GB、XA-M40が4GB。後述のVシリーズの廉価機種。カラーバリエーションはブルー、ブラック、レッド、ホワイト、ピンクゴールド。デザインはVシリーズと同系統で、操作キーの形状が若干異なる。MP3、WMA、WAVの再生に加え、FMチューナーやモノラルマイクを搭載し、録音機能も重視させたモデルである。動画再生には対応せず、ディスプレイは6行表示のモノクロ有機ELを採用。また、Memory COMPO（UX-GM77、UX-GM55）の専用ドックエリア「アルネオドック」に接続することで、再生、メモリーコンポ内蔵2GBメモリーへのデータ転送、CDやMD（UX-GM77のみ）、USB機器などからの録音、楽曲移動等を容易に行うことが可能である。なお、メモリーコンポの内蔵メモリー、USB機器からのコピーは著作権保護のため不可。お気に入りの曲を連続再生するFAVORITEキーを搭載。2011年現在、alneoシリーズ最終機種。生産終了時期はXA-M10が2010年3月、XA-M20が2009年8月、XA-M40が2009年10月。

### 18bit Σ⊿ D/Aコンバーター搭載モデル
18bit Σ⊿ D/Aコンバーター搭載を搭載するエントリーモデル
MPシリーズ（XA-MP101/XA-MP51）
2005年6月発売。内蔵メモリ容量はXA-MP101が1GB、XA-MP51が512MB。スクエアモデル。MP3およびWMAの再生ができる。FMチューナー、ボイスレコーディング機能を搭載している。単4乾電池対応。全機種ダイレクトレコーディング対応。
XA-AL55
2005年6月発売。内蔵メモリ容量は512MB。耳掛けアームレスヘッドホンタイプのデジタルオーディオプレーヤー。プレーヤー本体がヘッドホンに内蔵されている。単4乾電池対応。専用周辺機器として、ヘッドホンを固定するスポーツフレームAA-AL55Jも発売された。
MPシリーズ（XA-MP100/XA-MP50/XA-MP20）
2005年11月発売。MP101及びXA-MP51からFMチューナー、ボイスレコーディング機能を除いた廉価モデル。単4乾電池対応。全機種ダイレクトレコーディング対応。
Eシリーズ（XA-E55/XA-E105/XA-E53/XA-E103）
2006年2月発売。内蔵メモリ容量はXA-E55とXA-E53が512MB、XA-E105とXA-E103が1GB。スタイリッシュモデル。XA-E55及びXA-E105はFMチューナー、ボイスレコーディング機能を搭載している。ジャズの曲をプリインストールしたモデルも発売された。全機種ダイレクトレコーディング対応。
Fシリーズ（XA-F112/XA-F52）
2006年9月発売。内蔵メモリ容量はXA-F112が1GB、XA-F52が512MB。スティック状のフォルムのスタンダードモデルで、MP3およびWMAの再生に加え、MP3によるダイレクトレコーディング機能・ADPCMによるボイスレコーディング機能を搭載している。新たにFAVARITEボタン・モノクロ有機ELディスプレイを搭載し、ネックストラップ型のヘッドホンを付属した。また、alneoとして初めて単4ニッケル水素蓄電池に正式対応した。
Sシリーズ（XA-S208/XA-S108）
2007年10月発売。内蔵メモリ容量はXA-S208が2GB、XA-S108が1GB。スティック状のフォルムのスタイリッシュモデルで、4桁表示のモノクロ有機ELディスプレイを備える。MP3およびWMAの再生に加え、MP3によるダイレクトレコーディング機能・ADPCMによるボイスレコーディング機能を搭載している。新たにDIRECT NAVIボタンを搭載し、選曲を簡単に行うことができる。入門機種としては初めてUSB2.0ハイスピードに対応した。